# Nikša Gligo
Nikša Gligo (Split, 6. travnja 1946. – Zagreb, 10. veljače 2024.) bio je hrvatski muzikolog, glazbeni kritičar, glazbeni teoretičar i akademik.

## Životopis
Akademik Nikša Gligo u rodnom je Splitu 1964. maturirao na Klasičnoj gimnaziji Natko Nodilo i na Glazbenoj školi Josip Hatze. 1969. je diplomirao komparativnu književnost te engleski jezik i književnost na Filozofskome fakultetu Sveučilišta u Zagrebu, a 1973. muzikologiju na Filozofskome fakultetu Sveučilišta u Ljubljani. Magistrirao je 1981. na Muzičkoj akademiji Sveučilišta u Zagrebu, a doktorirao 1984. na Filozofskome fakultetu Sveučilišta u Ljubljani. Usavršavao se na sveučilištima u Kölnu, Salzburgu, Berlinu, Freiburgu i u SAD-u. 
Od 1969. do 1986. bio je upravitelj Muzičkog salona Studentskoga centra Sveučilišta u Zagrebu, a od 1986. radi kao docent na Odsjeku za muzikologiju Muzičke akademije Sveučilišta u Zagrebu, gdje je 2003. izabran u trajno zvanje redovitoga profesora. 1985/86. bio je gostujući profesor na Sveučilištu Albert Ludwig u Freiburgu. Od 1998. je gostujući profesor na Odsjeku za muzikologiju Muzičke akademije Univerziteta u Sarajevu. Od 1996. do 2001. predavao je na poslijediplomskome studiju informacijskih znanosti na Fakultetu organizacije i informatike Sveučilišta u Zagrebu u Varaždinu, a od 2005. predaje na poslijediplomskome studiju na Odsjeku za kulturalne studije Filozofskoga fakulteta Sveučilišta u Rijeci.
Član je Hrvatskoga muzikološkog društva, Hrvatskoga društva skladatelja, Međunarodnoga udruženja za semiotičke studije (IASS/AIS) te počasni član Hrvatskoga društva glazbenih teoretičara. Od svibnja 2006. redoviti je član Hrvatske akademije znanosti i umjetnosti, a u kolovozu 2014. izabran je i za člana Akademije Europe (lat. Academia Europaea; engl. The Academy of Europe).

## Znanstveno djelovanje
Akademik Nikša Gligo je stručnjak za glazbu 20. stoljeća, posebice suvremenu hrvatsku glazbu, a predmet njegova znanstvenog interesa često su estetika i semiotika glazbe te glazbeno nazivlje. Autor je pet knjiga: Vrijeme glazbe (1977.), Varijacije razvojnog kontinuiteta: Skladatelj Natko Devčić (1985.), Problemi Nove glazbe 20. stoljeća: Teorijske osnove i kriteriji vrednovanja (1987.), Pojmovni vodič kroz glazbu 20. stoljeća s uputama za pravilnu uporabu pojmova (1996.), Zvuk – znak – glazba. Rasprave oko glazbene semiografije (1999.) te više od stotinu znanstvenih i stručnih studija objavljenih u Hrvatskoj i u svijetu. Prevodi s engleskog, njemačkog i francuskog jezika: s engleskoga je, primjerice, preveo monografiju o Arnoldu Schönbergu Charlesa Rosena (Zagreb, 2003.), a s njemačkoga knjigu Glazba 20. stoljeća Hermanna Danusera (Zagreb, 2007.). Bio je član uredništva časopisa Arti musices (1992. – 96.), član je uredništva The International Review of the Aesthetics and Sociology of Music (od 1992.), sarajevskoga časopisa Muzika (od 1992.) i izdavačkoga savjeta časopisa MusikTexte iz Kölna (od 1993.). Od 1998. suradnik je u glazbenoj enciklopediji Musik in Geschichte und Gegenwart (Kassel, Njemačka).

## Nagrade i priznanja
- 1969. – Nagrada SKOJ-a za glazbenu kritiku.
- 1985. – Nagrada Josip Andreis Društva skladatelja Hrvatske za knjigu Varijacije razvojnog kontinuiteta: Skladatelj Natko Devčić.
- 1987. – Nagrada Josip Andreis Društva skladatelja Hrvatske za knjigu Problemi Nove glazbe 20. stoljeća: Teorijske osnove i kriteriji vrednovanja.
- 1992. – Orden viteza u redu umjetnosti i književnosti francuskoga Ministarstva kulture.
- 1994. – Hrvatska diskografska nagrada Porin za komentar uz CD Zagreb 900.
- 1997. – Godišnja Državna nagrada za znanost (područje: humanističke znanosti) za Pojmovni vodič kroz glazbu 20. stoljeća s uputama za pravilnu uporabu pojmova.
- 1997. – Odlikovanje Reda Danice hrvatske s likom Marka Marulića.
- 2000. – Nagrada Josip Juraj Strossmayer Hrvatske akademije znanosti i umjetnosti i Zagrebačkog velesajma za humanističke znanosti (za knjigu Zvuk - znak - glazba. Rasprave oko glazbene semiografije).
- 2000. – Nagrada Josip Andreis Hrvatskog društva skladatelja za knjigu Zvuk - znak - glazba. Rasprave oko glazbene semiografije.
- 2006. – Plaketa Muzičke akademije u Sarajevu za uspješan doprinos razvoju Muzičke akademije, muzičke umjetnosti, nauke i pedagogije u Bosni i Hercegovini (povodom 50 godina Muzičke akademije u Sarajevu).
- 2006. – Počasni član Hrvatskoga društva glazbenih teoretičara.
- 2015. – Diskografska nagrada Porin za životno djelo[4]

## Vanjske poveznice
- Hrvatska akademija znanosti i umjetnosti: Nikša Gligo (životopis)
- Muzička akademija u Zagrebu: Nikša Gligo (životopis)
- Hrvatsko društvo skladatelja: Nikša Gligo (životopis)[neaktivna poveznica]
- Media-Scape: Nikša Gligo (životopis) (engl.)
- Tko je tko u hrvatskoj znanosti: Nikša Gligo  Arhivirana inačica izvorne stranice od 4. ožujka 2016. (Wayback Machine)
- Hrvatsko muzikološko društvo  Arhivirana inačica izvorne stranice od 21. prosinca 2016. (Wayback Machine)
- Hrvatsko društvo glazbenih teoretičara